# Снежина
Сне́жина (болг. Снежина) — село у Варненській області Болгарії. Входить до складу общини Провадія.

## Населення
За даними перепису населення 2011 року у селі проживали 616 осіб.
Національний склад населення села:
| Національність   | Кількість осіб | Відсоток |
| ---------------- | -------------- | -------- |
| цигани           | 448            | 73,8%    |
| турки            | 78             | 12,9%    |
| болгари          | 68             | 11,2%    |
| Всього відповіли | 607            |          |

Розподіл населення за віком у 2011 році:
Динаміка населення: